# كاهيم سيورايت
كاهيم سيورايت (بالإنجليزية: Kahiem Seawright)‏ مواليد 17 ديسمبر 1986 في يونيوندايل، هو لاعب كرة سلة أمريكي. بدأ مسيرته الاحترافية في سنة 2009. يلعب في الدوري التركي لكرة السلة كلاعب وسط. يحمل الرقم 33. يبلغ طوله 6 قدم 8 بوصة (2.0 م).

## المسيرة الاحترافية
لعب مع نادي ليون لكرة السلة في الدوري الإسباني في موسم 2010–2011، ثم لعب مع نادي بلد الوليد لكرة السلة في موسم 2011–2012، ثم لعب مع تروتاموندوس دي كارابوبو في موسم 2011–2012.

## روابط خارجية
- كاهيم سيورايت على موقع الدوري الإسباني لكرة السلة (الإسبانية)
- كاهيم سيورايت على موقع كرة السلة الأوروبية.كوم (الإنجليزية)
- كاهيم سيورايت على موقع كلية كرة السلة في سبورتس رفرنس.كوم (الإنجليزية)
- كاهيم سيورايت على موقع ريلجم (الإنجليزية)
- كاهيم سيورايت على موقع بروبوليرز (الإنجليزية)
- كاهيم سيورايت على موقع سبورتس رفرنس (الإنجليزية)